# Blåbælg-slægten
Blåbælg-slægten (Decaisnea) er en meget lille slægt med én art (eller måske to), som findes i Kina og Nepal. Det er løvfældende buske eller småtræer med finnede, meget lange blade, der har 13-25 helrandede småblade. Blomsterne er gulgrønne med 6 bægerblade, men ingen kronblade. Frugten er en blød bælgagtig kapsel, der først er gulgrøn, men som ender med at være lyseblå og fyldt med klæbrig, geléagtigs frugtkød og talrige flade frø.
| Arter |

- Blåbælg (Decaisnea fargesii)